# Kōji Kamoji
Kōji Kamoji (jap. 鴨治晃次 Kamoji Kōji; ur. 30 marca 1935 w Tokio) – japoński malarz, twórca obiektów i instalacji mieszkający i tworzący w Warszawie, w Polsce.

## Życiorys
W latach 1953–1958 studiował w Akademii Sztuk Pięknych Musashino w Tokio (dyplom w 1958 roku) w pracowni profesorów Saburō Aso i Chōnana Yamaguchi. W 1959 roku przyjechał do Polski i podjął studia w warszawskiej Akademii Sztuk Pięknych (dyplom w 1966 roku) w pracowni prof. Artura Nacht-Samborskiego. Od 1965 roku aktywnie uczestniczy w życiu artystycznym reprezentując polską sztukę współczesną.
Laureat Nagrody Krytyki im. C.K. Norwida w 1975 roku, a w 2015 roku nagrody im. Jana Cybisa. Od 1967 roku współpracuje z Galerią Foksal w Warszawie.
Forma charakterystyczna dla twórczości Kōji Kamoji przypomina swoją lapidarnością i skrótowością haiku, w których poeci utrwalali nastrój przemijania. Charakterystycznym i często używanym przez niego słowem jest „skupienie”, które dla tego artysty stanowi klucz do rozumienia kultury – zjawiska będącego głównym obiektem jego artystycznych rozmyślań i analiz. Twórczość Kamoji’ego przeważnie ma charakter sztuki in situ, w której nie bez znaczenia jest kontekst, w jakim jest prezentowana. Jego realizacje często stanowią obiekty i aranżacje dedykowane indywidualnym przestrzeniom.

## Ważniejsze prace i cykle
- Na ścianę świątyni – cykl prac z lat 60. Pionowe płyty ze sklejki pomalowane farbą olejną na biało z wyciętymi dłutem kształtami figur zbliżonych do koła. To obrazy, które w zamyśle autora mogły godnie zawisnąć w świątyni Horyuji z VII wieku. Minimalna forma zdradzała już jego zainteresowania sztuką konceptualną. Widać też w nich wyraźny wpływ przyjaźni z artystami abstrakcyjnymi z Polski w tym najważniejszej dla niego postaci Henryka Stażewskiego. Prezentowane po raz pierwszy w galerii Krzysztofory w Krakowie w 1965 roku.
- Średniowiecze – Trzydzieści dwa obrazy zgrupowane jeden przy drugim na jednej ścianie. To przewartościowanie konstruktywizmu w sposób bardzo swobodny. Zgrupowanie samodzielnych, zamkniętych kompozycji uwypukla niekonsekwencję prezentacji tego rodzaju sztuki. Tym samym artysta kieruje widza w nowe postrzeganie abstrakcji. Praca prezentowana była po raz pierwszy w Galerii Foksal w Warszawie.
- Dwa bieguny (1972)
- Wędrowiec (1980)
- Zaczynając zdanie (1984) – polne kamyczki nadają wagę pojęciom egzystencjalnym wypisanym na małych tabliczkach, takim jak wojna, śmierć, czy znakom-ideogramom przedstawiającym wodę, góry.
- Dno nieba (1994)
- Haiku „Woda” (1994) – W pomieszczeniu Galerii Biblioteka w Legionowie oświetlonym światłem słonecznym zbudowana została studnia z jedenastu kręgów betonowych. Nad nią zawieszona została aluminiowa blacha o wymiarach 1 × 2 m.
- Księżyc S. Sasakiego (1996)
- Małe bóle (1999-2001)
- Mnich (2009)

## Wybrane wystawy indywidualne
- 1967 – Galeria Foksal, Warszawa
- 1969 – Reliefy, Galeria Współczesna, Warszawa
- 1971 – Powietrze-Pomieszczenie-Przestrzeń, Galeria Foksal, Warszawa
- 1972 – Dwa bieguny, Galeria Foksal, Warszawa
- 1973 – Płyta chodnikowa, pręt metalowy i niebo, Galeria Foksal, Warszawa
- 1974 – Odległość od tych linii, Biuro Poezji Andrzeja Partuma, Warszawa
- 1975 – Cykl czterech wystaw: Otwór, Lustro, Linia, Przeciąg, Galeria Foksal, Warszawa
- 1977 – Malarstwo, Galeria Pi, Kraków
- 1980 – Ciało, Galeria Piwna, Warszawa
- 1983 – Zaczynając zdanie, Galeria RR, Warszawa
- 1984 – Człowiek, Galeria Foksal, Warszawa
- 1985 – Chwile, Centrum Sztuki Studio, Warszawa
- 1986 – W ciszy, Galeria Działań, Warszawa
- 1989 – Obszar zamknięty, Galeria Rzeźby, Warszawa
- 1990 – Dziura-Wiatr-Kamienie, Muzeum Sztuki, Łódź
- 1991 – Jezioro w Piramidzie, Galeria Foksal, Warszawa
- 1992 – Pokazywanie owadów, Galeria Biblioteka, Legionowo
- 1993 – Haiku 'Deszcz', Galeria Biblioteka, Legionowo
- 1994 – Haiku 'Woda', Galeria Biblioteka, Legionowo
- 1994 – Dno Nieba, taras pracowni Edwarda Krasińskiego, Warszawa
- 1995 – Prace z lat 1991–1995, Galeria 72, Muzeum Okręgowe, Chełm
- 1996 – Księżyc S. Sasakiego, Galeria Miejsce, Cieszyn
- 1997 – Łódka z trzciny i inne prace 1963-1997, CSW Zamek Ujazdowski, Warszawa
- 1998 – Prace – w siedmiu pokojach. Koji Kamoji 1998, Muzeum Górnośląskie, Bytom
- 2003 – Woda, CSW Zamek Ujazdowski, Warszawa
- 2003 – Martwa natura, Galeria Foksal, Warszawa
- 2004 – Niebieski pasek i cień (z E. Krasińskim), Galeria Foksal, Warszawa
- 2005 – Niosę przed sobą lustro, Galeria Sektor 1, Katowice
- 2005 – Morze i białe obrazy, Galeria Foksal, Warszawa
- 2006 – Wieczór – Łódki z trzciny, Galeria Sztarmachów, Kraków
- 2007 – Rysunek wewnętrzny, Anzelm Gallery, Lublin
- 2007 – Prace z mojej pracowni (1964-2007), Centrum Kultury Zamek, Poznań
- 2007 – Ciągle ta sama martwa natura i pejzaż z wojną, Galeria AT, Poznań
- 2008 – Obrazy drążone, Galeria Muzalewska, Poznań
- 2008 – Wysokość nieba i szerokość ziemi, Galeria Foksal, Warszawa
- 2010 – Galeria Malarstwa ASP, Kraków
- 2013 – Kunstmuseum Kloster Unser Lieben Frauen, Magdeburg
- 2015 – Modlitwa do bytu, Galeria Foksal, Warszawa
- 2015 – Koji Kamoji – Krystian Truth Czaplicki, Galeria Entropia, Wrocław